# Gréczi Margit
Gréczi Margit (Gyöngyös, 1941. december 13. –) amatőr festőművész.

## Életpályája
Gyermekkorában kezdett el festészettel foglalkozni. Békési Gyuláné, a Gyöngyösi általános iskola rajz tanárnője látta meg benne a tehetséget és kezdte el egyengetni útját a festőművészet felé. Az iskola elvégzése után is még hosszú éveken át visszajárt hozzá, hogy újabb rajzolási és festészeti technikákat tanuljon.
A Gyöngyösi általános iskola elvégzése után felvételizett a Magyar Képzőművészeti Gimnáziumba Budapesten ahova felvételt nyert. Sajnos az 1956-os események közbeszóltak és szülei hazahívták. Gyöngyösön átíratták a Vak Bottyán János Közgazdasági Technikumba, majd egy további 3 éves felsőfokú iskolát is elvégzett, amely során megszerezte a könyvelői képesítést. Az iskola elvégzése után a Gyöngyösi Városi Tanács pénzügyi osztályán dolgozott könyvelőként.
A festést iskola évei alatt is folytatta és folyamatosan képezte magát. Többek közt sokat tanult vadászfestőktől is. Témái széles skálán mozognak: portré, tájkép, csendélet egyaránt szerepel a művei között, kedvenc témája a vadászkép. A „Gyöngyösi Műhely” tagja lett 1996-ban. Alkotásai magángyűjtőknél megtalálhatók az Egyesült Államokban, Angliában, Németországban, Franciaországban és Hollandiában. 2010-ben megnyerte az Amatőr Festők Meglepetés képek versenyén az első díjat a „Cirinke” című festményével.

## Festőtáborok
2009 óta minden évben részt vesz magyar és angliai festőtáborokban, ahol az alkotás mellett festészetet is oktat az érdeklődő fiatal korosztálynak. 
- 2009: Székelyvarság
- 2009: Adács
- 2009: Mátra Sástó
- 2010: Anglia, Bristol
- 2010: Mezőbergenyei alkotótábor
- 2010: Mátra Sástó
- 2019: Nagyréde

## Önálló kiállításai
- 1996, 2010 – Gyöngyösi Fő tér Galéria
- 2002 – Tiszaszentimre, nyári Vadász napok
- 2003 – Mátrafüred, Galéria
- 2004 – Gyöngyös, Mátra Honvéd Kaszinó Galéria
- 2007 – Debrecen, DOTE Mini Galéria
- 2009 – Gyula, Cukrász Múzeum (100 éves évforduló)
- 2009 – Gyula, Elizabet Hotel galéria
- 2010 – Telki, Pipacs Galéria
- 2010 – Domoszló, Atkár, Gyöngyöshalász, Gyöngyös, vándorkiállítás
- 2019 – Nagyréde, Művelődési Ház

## Galéria

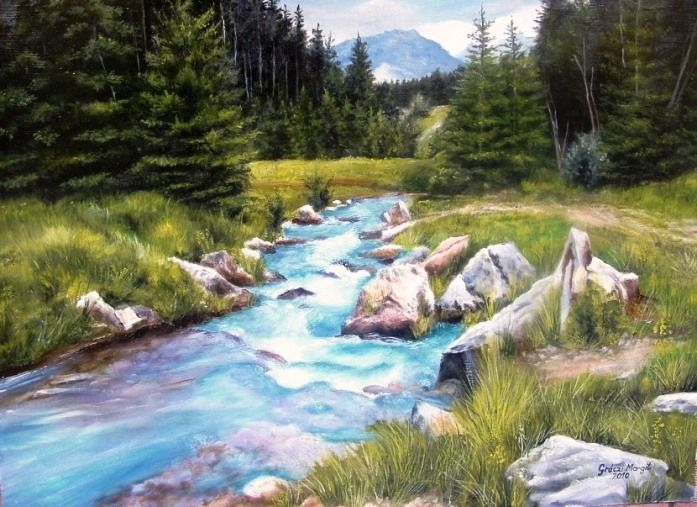
Csodálatos természet, 2010
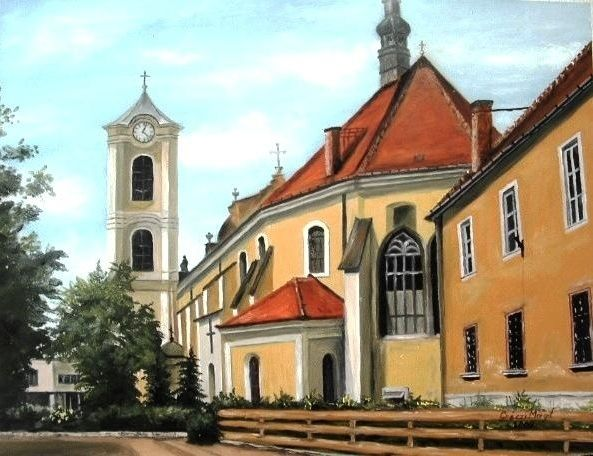
A gyöngyösi Szent Bertalan templom, 2009
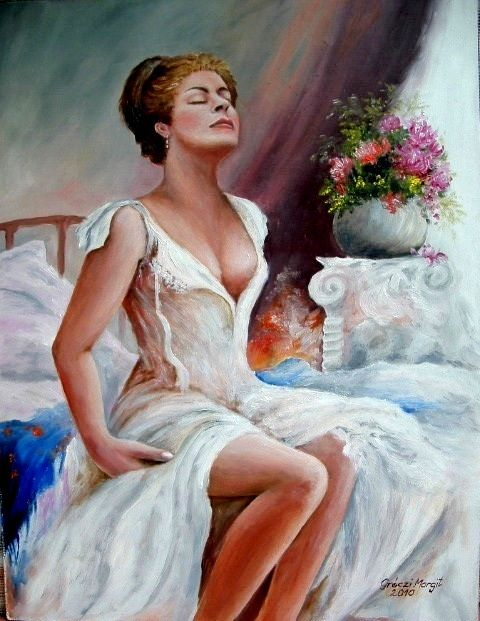
Hiúság